# SELENBP1
SELENBP1‏ (Selenium binding protein 1) هوَ بروتين يُشَفر بواسطة جين SELENBP1 في الإنسان.<ref name="pmid9027582">